# Věra Mikulcová
Věra Mikulcová (* 16. listopadu 1981 Jihlava) je česká kulturistka. Charakteristická je svým maskulinním zjevem, nicméně sama je se svým vzhledem spokojená.

## Život
V mládí hrávala košíkovou, nicméně kvůli zranění kolene musela s basketbalem přestat. Pak začala přibývat na váze a rehabilitační lékař, který jí po zranění kolene pomáhal, Mikulcové poradil, aby přebytečnou hmotnost zkusila shodit posilováním. Kulturistika ji nakonec zcela pohltila a věnuje se jí profesionálně. Absolvuje soutěže ve Spojených státech amerických a Kanadě. Prvním kláním, jehož se zúčastnila, se stala roku 2015 soutěž v kanadském Torontu, na níž obsadila druhou příčku. Se svou partnerkou Janou Paulátovou si v Jihlavě otevřely fitness centrum, které se jmenuje „Fitness Factory“.
V roce 2015 byla zařazena do české knihy rekordů coby nejmladší a současně nejtěžší kulturistka světa, když tehdy ve věku 33 let a výšce 173 centimetrů vážila 89,8 kilogramu.